# Nellie Beatrice Osborn
Nellie Beatrice Osborn (Cameron, Misuri, Estados Unidos, 23 de octubre de 1874- 25 de diciembre de 1961) fue una arquitecta paisajista. Pionera en el diseño de los jardines de nudo en su país y especialista en diseño de paisaje residencial. 

## Primeros años
Nellie Beatrice Osborn nació el 23 de octubre de 1874, siendo la cuarta de cinco hermanos. Sus padres, David y Pauline Osborn eran originarios de Virginia y se dedicaban a la agricultura.
Antes del 1900 contrajo matrimonio con Sidney P. Allen con el cual tuvo una hija. En 1916 se divorció, y comenzó a estudiar arquitectura del paisaje durante tres años.  Bajo el nombre de Beatrice Osborn Allen se inscribió en la Lowthorpe School of Landscape Architecture for Women en Groton, Massachusetts. Su proyecto de tesis fue la creación de un knot garden el cual se convertiría en su especialidad.
Luego de graduarse en 1919, comenzó a viajar periódicamente a Europa donde visitó los jardines de Italia e Inglaterra.

## Trayectoria
En 1920 creó su propio estudio en la ciudad de Nueva York, usando el nombre profesional Nellie B. Allen. Trabajó en el diseño de paisaje residencial principalmente en Nueva York y Nueva Inglaterra. Sus trabajos profundizaban en el diseño de plantaciones ornamentales, plantas tradicionales perennes y herbáceas. 
Los diseños de Allen fueron influenciados por la paisajista Gertrude Jekyll . Allen la visitó en su casa Munstead Wood durante su viaje a Europa en 1921 y luego se encontraron en varias ocasiones entre 1921 y 1949.
La arquitecta se especializó en los knot garden que eran jardines con un diseño muy formal. Estos jardines generalmente estaban enmarcados en una figura geométrica, eran compuestos por patrones que creaban compartimentos simétricos, y estaban constituidos por una variedad de plantas aromáticas y culinarias.
El uso de los topiarios caracterizaron varias de sus obras incluido el proyecto de su tesis entre ellas: el knot garden para la Feria Mundial de Nueva York de 1939, diseñado en colaboración con Constance Boardman; el publicitado jardín para Mrs. Oakleigh Thorne en Millbrook, Nueva York; el jardín topiario Three Waters Estate para Edith Notman, en Gloucester; y el Bishop’s garden para la Catedral de Washington.
Hasta su muerte en 1961, Allen perteneció y participó activamente del Garden Club of America así como también del English Speaking Union en Londres y de la American Rose Society. También perteneció a la Asociación de exalumnas de Lowthorpe School.

## Reconocimientos
```
Sus diseños de jardines fueron publicados en revistas reconocidas como 
House Beautiful, Landscape Architecture, and Country Life
 pero ninguno sobrevivió. La 
Universidad Cornell
 conserva una pequeña colección de fotografías y planos de su trabajo.
[
3
]
```